# Matthias Holst
Matthias Holst (* 19. Juni 1982 in Husum) ist ein deutscher Fußballspieler. Der vor allem in der Innenverteidigung eingesetzte Rechtsfuß verbrachte seine bisherige Laufbahn überwiegend bei Vereinen der drittklassigen Regionalliga sowie später der 3. Liga, kam für den SC Paderborn 07 und Hansa Rostock aber auch zu insgesamt 48 Einsätzen in der 2. Bundesliga.

## Karriere

### Anfänge in Schleswig-Holstein, Hamburg und Rostock
Der beidfüßige Innenverteidiger Holst durchlief zum Anfang seiner Laufbahn die Jugendmannschaften der schleswig-holsteinischen Vereine Rödemisser SV, Bredstedter TSV und Heider SV. Von Heide aus wechselte er 1999 zum Hamburger SV, für dessen zweite Herren-Mannschaft er am 30. Januar der Saison 1999/2000 der Regionalliga Nord debütierte und in der Saison 2002/03 zu 21 Regionalliga-Einsätzen kam, bevor er sich im Sommer 2003 dem F.C. Hansa Rostock anschloss.
Auch in Rostock wurde Holst nur in der Reservemannschaft eingesetzt und erzielte für diese in den Spielzeiten 2003/04 und 2004/05 der Oberliga Nordost-Nord fünf Tore in 49 Einsätzen, A womit er auch Anteil an der Oberliga-Meisterschaft 2004/05 der Hanseaten hatte. Im Mecklenburg-Vorpommern-Pokal hatte Holst mit Hansa zudem das Finale 2004/05 erreicht, in dem Rostock mit 4:0 den Greifswalder SV 04 besiegte; Holst war dabei in der 70. Minute eingewechselt worden. Nachdem Rostock jedoch auf den mit der Oberliga-Meisterschaft möglichen Aufstieg verzichtete, wechselte Holst im Sommer 2005 zum Zweitliga-Absteiger FC Rot-Weiß Erfurt in die Regionalliga.

### Holst bei Erfurt und Paderborn
In Erfurt wurde Holst auf Anhieb Stammspieler und absolvierte in der Saison 2005/06, in der Erfurt dem erneuten Abstieg nur knapp entging, 33 Einsätze (ein Tor). In den Folgesaisonen 2006/07 und 2007/08 kam Holst auf je 30 Einsätze für Rot-Weiß (zwei Tore 2006/07) und hatte somit maßgeblichen Anteil an der Qualifikation Erfurts zur ab 2008/09 neu geschaffenen 3. Liga. Dabei war Holst zuletzt auch Kapitän seiner Mannschaft, wechselte im Sommer 2008 jedoch weiter zum Zweitliga-Absteiger SC Paderborn 07.
Für Paderborn absolvierte Holst am 27. Juli 2008 seinen ersten Einsatz in der 3. Liga und kam im übrigen Saisonverlauf zu weiteren 33 Einsätzen, womit er zum Wiederaufstieg Paderborns in die 2. Bundesliga beitrug. Am Ende der Zweitliga-Saison 2009/10, in welcher Holst noch 25-mal eingesetzt worden war, wurde sein Vertrag mit Paderborn nicht mehr verlängert, woraufhin Holst zum F.C. Hansa Rostock zurückkehrte, der zuvor aus der 2. Bundesliga in die 3. Liga abgestiegen war.

### Rückkehr nach Rostock
Aufgrund einer Meniskusverletzung, die er sich noch in Diensten Paderborns zugezogen hatte, verpasste Holst jedoch die Saisonvorbereitung sowie die ersten Spieltage der Hanseaten und musste auch sein Aufbautraining ab August 2010 wieder abbrechen. Im September 2010 wurde ihm schließlich ein Knorpelschaden im Knie diagnostiziert, wodurch Holst auch die restliche Saison 2010/11 ausfallen würde. Ohne Holsts Beteiligung gewann die Mannschaft daraufhin den Landespokal Mecklenburg-Vorpommern und erreichte auch den direkten Wiederaufstieg in die 2. Bundesliga, wodurch sich Holsts ursprünglich bis 2012 datierter Vertrag automatisch bis 2014 verlängerte.
Zu Beginn der Zweitliga-Saison 2011/12 hatte Holst seine Knieverletzung schließlich auskuriert, erlitt dann aber in der Saisonvorbereitung einen Rippenbruch, so dass er erneut einige Wochen pausieren musste. Abseits des Platzes erlangte er unterdessen dennoch besondere Aufmerksamkeit – da Holst sich erst wieder rasieren wollte, wenn er ein Pflichtspiel für Hansa bestreiten würde, wurde sein Barthaar mehrfach zum Gegenstand medialer Berichterstattung.
Nachdem Holst Ende August 2011 zunächst ein Spiel für Hansas Reservemannschaft in der fünftklassigen Oberliga Nordost bestritten hatte, kam er am 9. September 2011 zu seinem ersten Einsatz für Hansa in der 2. Bundesliga und etablierte sich nachfolgend als Stammspieler in der Rostocker Defensive. Zum Saisonende belegte Rostock jedoch den letzten Tabellenplatz und stieg folglich wieder in die 3. Liga ab. In dieser absolvierte Holst in der Spielzeit 2012/13 35 von 38 möglichen Partien; die Mannschaft blieb zunächst unter Wolfgang Wolf, dann unter Marc Fascher allerdings hinter den Erwartungen zurück und erreichte erst am vorletzten Spieltag den Klassenerhalt. Ein Angebot zur Erneuerung seines Vertrages, der nur bei Erreichen des sofortigen Wiederaufstiegs gültig geblieben wäre, erhielt Holst in der Folge nicht.

### Reamateurisierung
2014 kehrte Holst zu seinem Jugendverein Rödemisser SV zurück und spielte in der Kreisliga. 2015 verließ er den Verein wieder. Nach einer mehrjährigen Pause stieg Matthias Holst 2018 wieder ins aktive Fußballgeschäft ein und schloss sich dem Kreisligisten TSV Büsum an. In der Saison 2019/20 läuft er als Spielertrainer auf.